# Municipio de Chichimilá
Chichimilá es uno de los 106 municipios que constituyen el estado mexicano de Yucatán. Se encuentra localizado al este del estado y aproximadamente a 157 kilómetros al este de la ciudad de Mérida. Cuenta con una extensión territorial de 358.59 km². Según el II Conteo de Población y Vivienda de 2005, el municipio tiene 7,439 habitantes, de los cuales 3,700 son hombres y 3,739 son mujeres.

## Toponimia
Según la Enciclopedia de los Municipios de México, el toponímico Chichimilá significa en idioma maya pesón duro, por derivarse de los vocablos chich, duro; im, pesón; e, ilá, ilé, ver, mirar. Sin embargo, el Diccionario Maya-Español de Cordemex dice: 

Chichimilá: toponímico de un pueblo y un municipio del ex Departamento de Valladolid cuyo nombre antiguo fue Chechemilá, formado por Che'chmil lo relativo al che'chem (un  vegetal de la familia de las Anacardiáceas) y á por ha, que significa agua en idioma maya. Esto es, agua donde están los árboles de che'chem.

## Descripción geográfica

### Ubicación
Chichimilá se localiza al este del estado entre las coordenadas geográficas 20º 40’ y 20º 20’ de latitud norte, y 88° 13’ y 88° 1’ de longitud oeste; a una altitud promedio de 26 metros sobre el nivel del mar.
El municipio colinda al norte con los municipios de Valladolid, al sur con el estado de Quintana Roo, al oriente con Valladolid y al occidente con Tixcacalcupul y Tekom.

### Orografía e hidrografía
En general posee una orografía plana, no posee zonas accidentadas de relevancia; sus suelos se componen de rocas escarpadas, su uso es ganadero, forestal y agrícola. El municipio pertenece a la región hidrológica Yucatán Norte. Sus recursos hidrológicos son proporcionados principalmente por corrientes subterráneas; las cuales son muy comunes en el estado; se registran 15 cenotes en el municipio, los más importantes son: Nicte-Ha, Kochila,
Chichimilá, Chay, Chan Pich, Chan mú ul y Aktun.

### Clima
Su principal clima es el cálido subhúmedo; con lluvias en verano y sin cambio térmico invernal bien definido. La temperatura media anual es de 27°C, la máxima se registra en el mes de mayo y la mínima se registra en enero. El régimen de lluvias se registra entre los meses de mayo y julio, contando con una precipitación media de 83 milímetros.

## Gobierno

### Administración Pública
De conformidad con lo establecido en la Ley de Gobierno de los Municipios del Estado de Yucatán y demás disposiciones legales Chichimilá se encuentra intregrado por:
- El Presidente Municipal.
- El Secretario Municipal.
- Un Síndico Municipal.
- Ocho Regidores (cinco de la mayoría relativa y tres de representación proporcional) los cuales se podrán integrar las siguientes Comisiones:
  1. Gobierno;
  2. Patrimonio y Hacienda;
  3. Desarrollo Urbano y Obras Públicas;
  4. Seguridad Pública y Tránsito;
  5. Servicios Públicos, y
  6. Salud y Ecología.

- Quince Directores de Área en los ámbitos de:
  1. Tesorería Municipal.
  2. Transparencia y Acceso a la Información.
  3. Salud.
  4. Desarrollo Rural.
  5. Servicios Públicos.
  6. Desarrollo Integral de Familia (Municipal).
  7. Juventud y Deporte.
  8. Nomenclatura y Panteones.
  9. Educación, Cultura y Eventos Sociales.
  10. Obras Públicas.
  11. Protección Civil.
  12. Dirección Jurídica.
  13. Seguridad Pública y Tránsito.
  14. Comisarías y Asuntos Indíjenas.
  15. Comunicación.

### Presidentes Municipales
A lo largo de su historia, Chichimilá ha tenido más de 30 presidentes en los cuales se destacan los últimos, como son:
- Yuilebaldo Che y Bacab (1991-1993).
- Gabriel H. Jiménez Aguilar (1994-1995).
- Jorge Adrian Medina Martín (1995-1998).
- Eleuterio Tuz y Ek (1998-2001).
- José Edilberto Tzab Ortíz (2001-2004) (2007-2010).
- Jorge Victor Tun Che (2004-2007).
- Francisco Medina Martín (2010-2012) (2015-2018) (2021-2024).
- Joel Eduardo Rosado Tuz (2012-2015).
- Samuel Uc Poot (2018-2021).
- Francisco Medina Martín (2021-2024)
- José Marcos Uitzil Ek (2024), en carácter de Presidente del Concejo Provisional Municipal, en tanto se realizaron elecciones extraordinarias, tras nulificación de resultados de las elecciones estatales de 2024, por sentencia definitiva de la Sala Superior del Tribunal Electoral del Poder Judicial de la Federación.
- Francisco Medina Martín (2025-2027).

## Cultura

### Sitios de interés
- Exconvento de la Asunción, data del siglo XVI.

### Fiestas
- Día de la Santa Cruz: 3 de mayo.
- Fiesta en honor de la Virgen de Guadalupe: 12 de diciembre.
- Día de Muertos: 2 de noviembre.
- Fiesta en honor de San Francisco de Asís: octubre.

Durante estas fiestas se realizan procesiones, se organizan gremios y se llevan a cabo vaquerías.

## Comisarías
El municipio cuenta con comisarías las cuales dependen directamente de la cabecera del municipio, las más importantes son: Celtún, Dzitox, San Fernando, San José, San Pablo, San Pedro, Tixcancal Dzonot, Chan X-Cail, X-Chay, Nuevo X-Habín, X-Luch, Álamo, Cruz-Chen y Chan Pich.

## Personajes ilustres
- Manuel Antonio Ay, cacique de Chichimilá y promotor principal de la Guerra de Castas.